# Château de Lismore
Le château de Lismore (irlandais : Caisleán an Lios Mhóir) est la demeure irlandaise du duc de Devonshire, situé dans la ville de Lismore dans le comté de Waterford en république d'Irlande. Il a appartenu aux comtes de Desmond, puis à la famille Cavendish à partir de 1753. Il a été en grande partie reconstruit dans le style gothique au milieu du XIXe siècle pour le 6e duc de Devonshire. Il est le lieu de naissance du chimiste et physicien irlandais Robert Boyle (1627-1691).